# Tabanera de Cerrato
Tabanera de Cerrato – gmina w Hiszpanii, w prowincji Palencia, w Kastylii i León, o powierzchni 46,34 km². W 2011 roku gmina liczyła 119 mieszkańców.